# Alexander Iwanowitsch Resanow

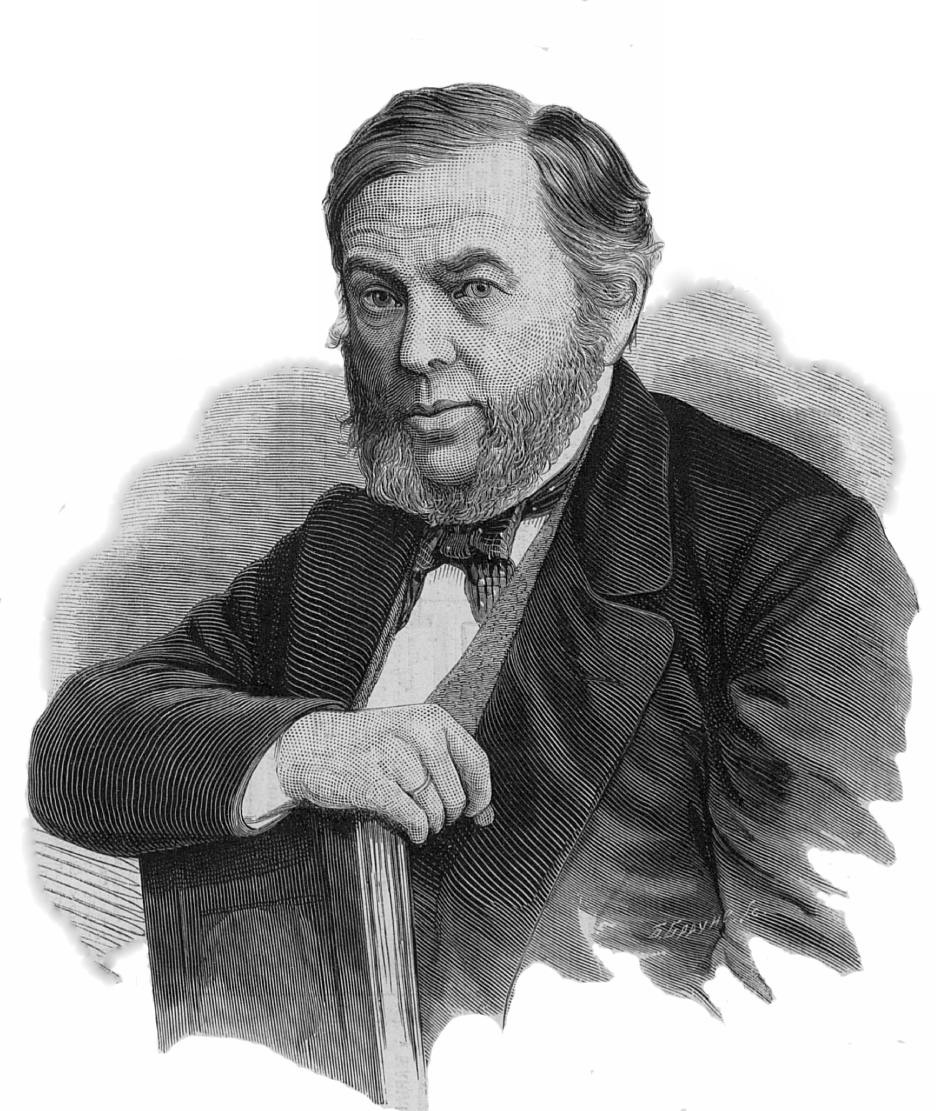
Alexander Iwanowitsch Resanow (P. F. Borel, 1883)

Alexander Iwanowitsch Resanow (russisch Александр Иванович Резанов; * 10. Augustjul. / 22. August 1817greg. in St. Petersburg; † 18. Novemberjul. / 30. November 1887greg. ebenda) war ein russischer Architekt und Hochschullehrer.

## Leben
Resanow verlor früh seinen Vater, der Buchprüfer und Titularrat (9. Rangklasse) war. Mit 10 Jahren kam er in die Kaiserliche Akademie der Künste (IACh) in die Klasse von Konstantin Andrejewitsch Thon der Architektur-Abteilung. 1830, 1831 und 1837 erhielt er für seine Leistungen eine Silbermedaille. 1839 schloss er das Studium als Künstler der Architektur XIV. Klasse ab. Für sein Abschlussprojekt einer Theaterhochschule erhielt er die große Goldmedaille und ein Auslandsstudienstipendium.
1834–1837 projektierte Resanow den Umbau der katholischen St. Kasimir-Kirche in Wilna zu einer russisch-orthodoxen Kathedrale, die 1840 eröffnet wurde. Ab 1838 arbeitete Resanow bei Thon als Zeichner in der Zeichensaalkommission für den Bau der Christ-Erlöser-Kathedrale in Moskau. 1840–1842 war er Thons Assistent beim Bau des Großen Kremlpalasts und des Maly-Theaters in Moskau. Unter der Leitung Thons beteiligte er sich an der Erstellung des 1840 erschienenen Atlas’ der normalen Gebäude auf dem Lande.
1842 reiste Resanow mit seinem Auslandsstudienstipendium nach Italien zum Studium der antiken Baudenkmäler. Zusammen mit Nikolai Leontjewitsch Benois und Alexander Krakau restaurierte er den Dom von Orvieto. Die Veröffentlichung seiner Beschreibung der Restaurierung machte ihn europaweit bekannt. Nach seiner Rückkehr 1846 ernannte ihn 1848 die IACh zum Akademiker für Architektur. Er wurde Seniorarchitekt im Departement für den kaiserlichen Besitz des Ministeriums für den kaiserlichen Hof und blieb es bis zu seinem Tode.
Ab 1854 lehrte Resanow Zeichnen und Baukunst an der Schule für Vermessung in St. Petersburg und ab 1857 an der IACh. Resanow war Hauptarchitekt der Hofintendantur und wurde 1864 Hofarchitekt. 1865 folgte die Ernennung zum Professor. 1871 wurde er Rektor für Architektur an der IACh. 1872 wurde er Vizehauptarchitekt und 1881 Hauptarchitekt der Moskauer Christ-Erlöser-Kathedrale. Er war einer der Gründer der Kaiserlichen St. Petersburger Gesellschaft der Architekten, ihr Vorsitzender 1870–1887  und schließlich ihr Ehrenmitglied. 1876 wurde er Korrespondierendes Ehrenmitglied des Royal Institute of British Architects.
In den 1870er Jahren baute Resanow Kosma Terentjewitsch Soldatjonkows Dokutschajew-Stadthof in der Moskauer Mjasnizkaja Uliza um, in dem Soldatjonkow seine große Gemäldesammlung und Bibliothek untergebracht hatte. Der Hof war nach dem Brand von Moskau (1812) 1819–1821 nach dem Projekt von Afanassi Grigorjewitsch Grigorjew und Joseph Bové wiederaufgebaut worden und wurde nun modernisiert durch Erweiterung der Flügelbauten, Bau eines Vestibüls im Haupthaus und den Portikus mit ionischen Säulen.
Resanow wurde auf dem Smolensker Friedhof in St. Petersburg begraben.

## Ehrungen
- Alexander-Newski-Orden
- Kaiserlich-Königlicher Orden vom Weißen Adler
- Orden des Heiligen Wladimir III. Klasse, II. Klasse
- Russischer Orden der Heiligen Anna II. Klasse, I. Klasse
- Sankt-Stanislaus-Orden II.Klasse, I. Klasse

## Werke

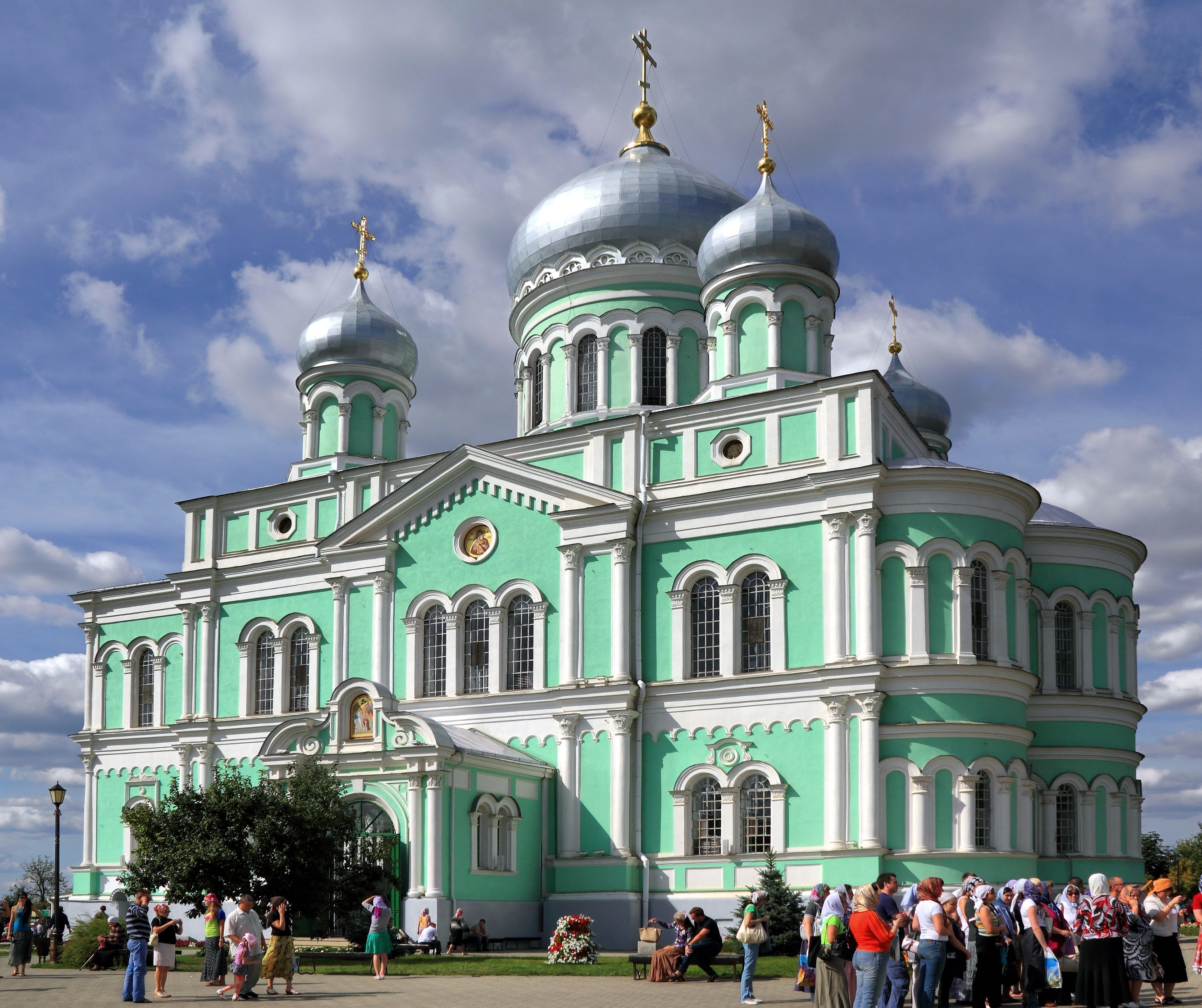
Dreifaltigkeitskathedrale des Serafimo-Diwejewski-Klosters in Diwejewo (1848–1875)
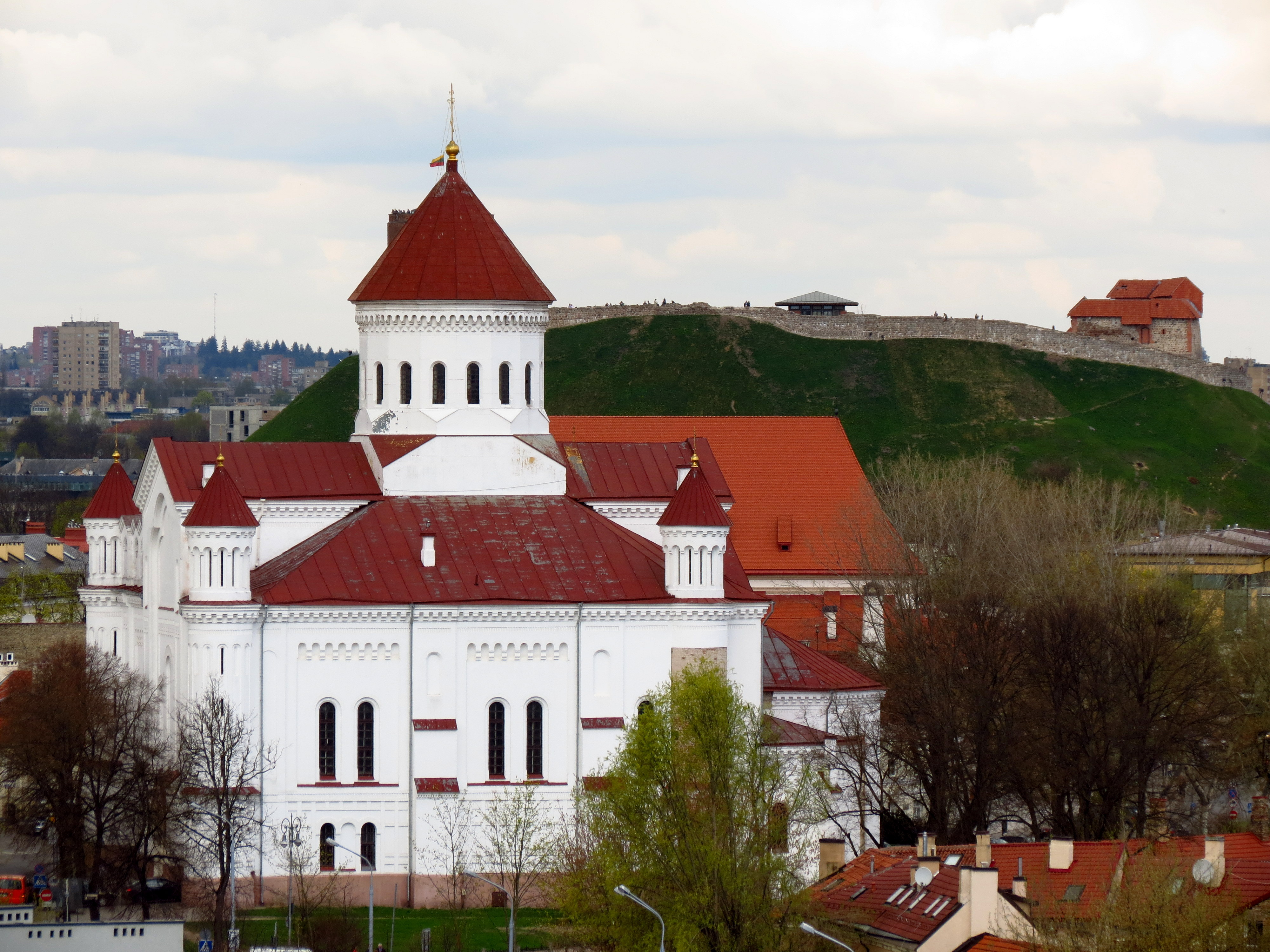
Kathedrale der Himmelfahrt der Gottesmutter, Wilna (1865–1868 zusammen mit Nikolai Michailowitsch Tschagin)
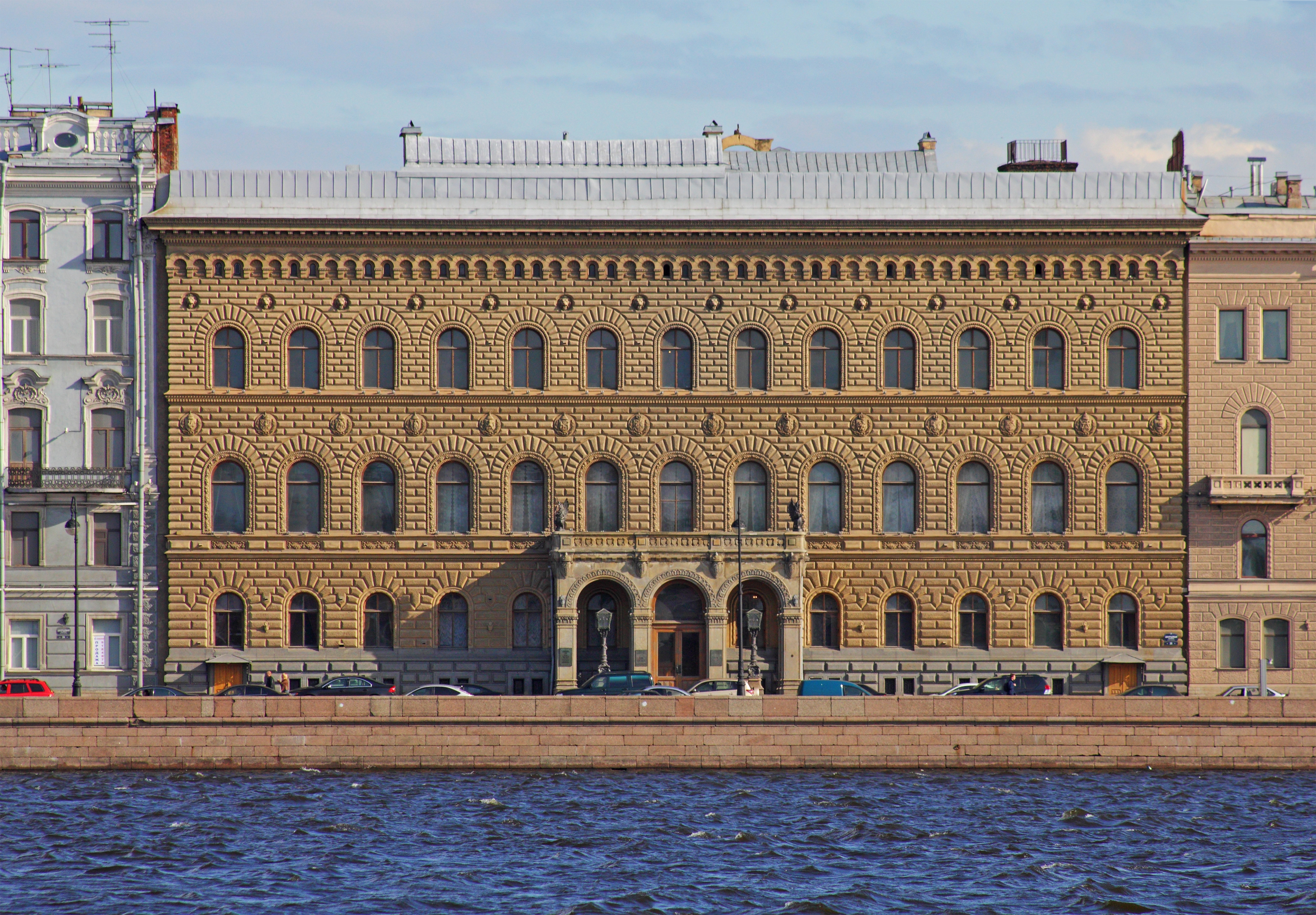
Großfürst-Wladimir-Alexandrowitsch-Palais, Dworzowaja Nabereschnaja 26, St. Petersburg (1867–1872, Assistent Ieronim Sewastjanowitsch Kitner)
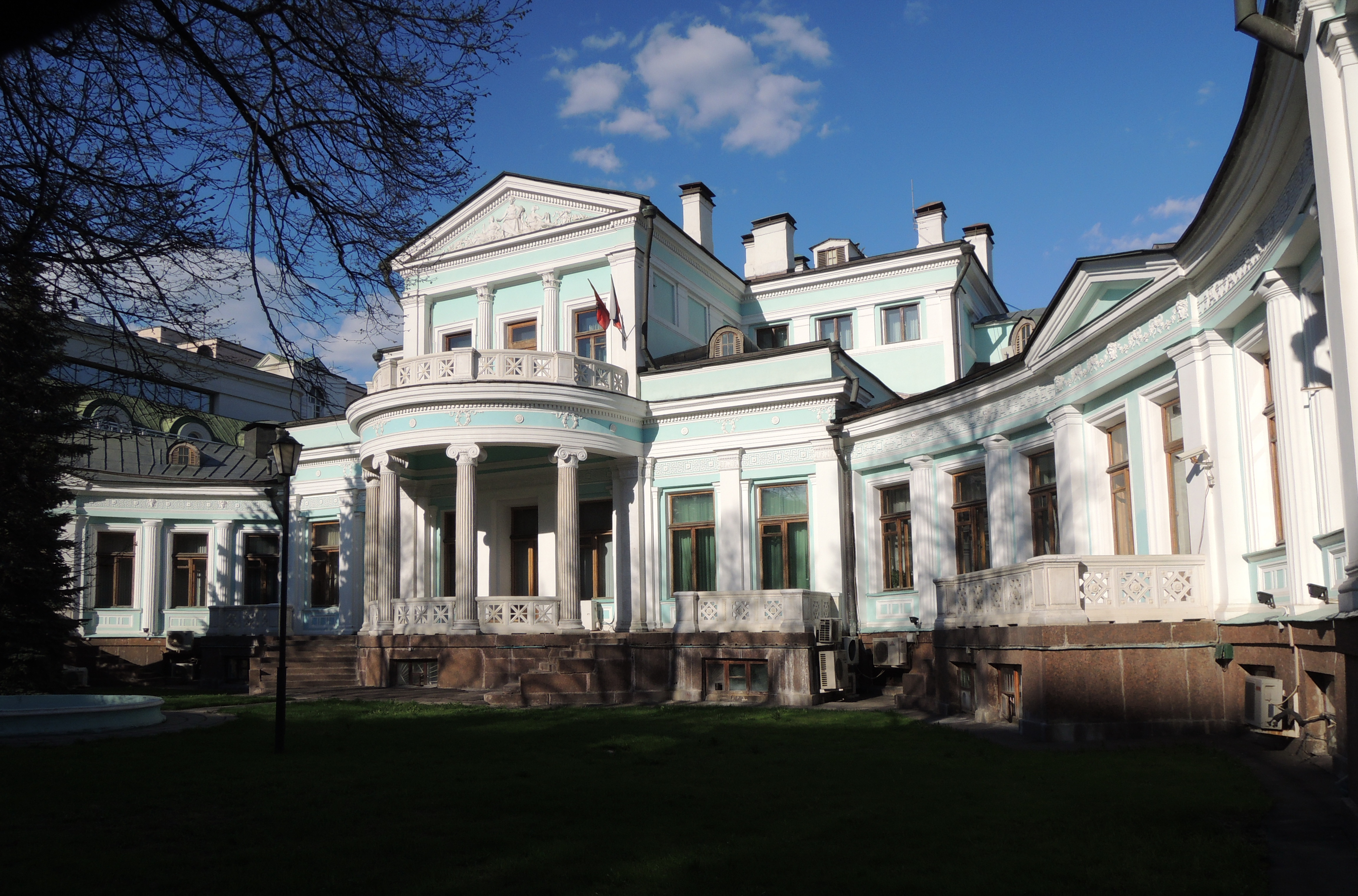
Villa K. S. Popow, Smolenski Bulwar 26/9, Moskau (1877, ausgeführt von S. W. Dmitrijew)